# Строгий юноша
«Стро́гий ю́ноша» — советский художественный фильм-драма режиссёра Абрама Роома, снятый в 1935 году на Киевской киностудии. Экранизация одноимённой пьесы Юрия Олеши, написавшего сценарий и для фильма.
Премьере помешало вышедшее в июле 1936 года постановление нового руководства треста «Украинфильм», запретившее фильм. В качестве одной из причин назывались «грубейшие отклонения от стиля социалистического реализма».
В 1960-х годах показ ленты проводился во ВГИКе и домах творчества, а в августе 1974 года — в кинотеатрах, после чего картину снова «положили на полку». В 1994 году директор Музея кино Наум Клейман добился, чтобы фильм впервые показали на телеэкранах.

## Сюжет
Гриша Фокин (Дмитрий Дорлиак), молодой спортсмен-комсомолец, влюбляется в женщину среднего возраста — Марию Михайловну Степанову (Ольга Жизнева) — жену крупного профессора и учёного Юлиана Николаевича Степанова (Юрий Юрьев). Основная интрига фильма крутится вокруг «любовного треугольника»: профессор Степанов — Маша — Гриша.

## В ролях
| Актёр                     | Роль                                |
| ------------------------- | ----------------------------------- |
| Дмитрий Дорлиак           | Гриша Фокин                         |
| Юрий Юрьев                | профессор Юлиан Николаевич Степанов |
| Ольга Жизнева             | Мария Михайловна Степанова          |
| Максим Штраух             | Фёдор Цитронов                      |
| Валентина Серова          | Лиза                                |
| Георгий Сочевко           | Коля                                |
| Ирина Володко             | Ольга                               |
| Иван Кононенко-Козельский | Муж Ольги                           |
| Александр Чистяков        | отец Ольги                          |
| Дмитрий Голубинский       | хирург Иван Германович              |
| Елена Мельникова          | мать Гриши                          |
| Пётр Репнин               | костюмер в театре                   |

## Создание
В 1934 году Юрий Олеша написал пьесу «Строгий юноша», которую показал кинорежиссёру Абраму Роому. Последнему она очень понравилась, и Роом принял решение экранизировать её, попросив Олешу написать сценарий. Примечательно, что Олеша посвятил его актрисе Зинаиде Райх.
Рабочие названия: «Комиссар быта», «Дискобол», «Волшебный комсомолец». Финальный вариант сценария активно обсуждали в Центральном Доме кино и Доме советского писателя. В дискуссиях принимали участие Владимир Киршон, Всеволод Мейерхольд (которому предназначалась одна из основных ролей в фильме), Александр Фадеев, Виктор Шкловский и многие другие. Почти все из них приняли сценарий на «ура». Пресса, напротив, была настроена полемически. В журнале «Молодая гвардия» было опубликовано письмо, написанное некоей комсомолкой Верой Черновой Юрию Олеше:

Ваши юноши и девушки, Юрий Карлович, слишком много морализуют и слишком мало действуют. Чувства их ограничены в сущности областью взаимоотношений полов, хотя у каждого из наших молодых людей, умеющих крепко и красиво любить женщину, есть ещё немало чувств и дел, занимающих огромное место в его жизни.— Вера Чернова, из открытого письма, 
Олеша возразил, ответив, что «сценарий для того и создавался, чтобы молодёжь имела повод морализовать». Но критику, прозвучавшую вдобавок и со стороны ЦК ВЛКСМ, писателю пришлось учесть.
Роль Гриши Фокина изначально должен был играть Дмитрий Консовский, до этого снявшийся в небольших ролях в картинах Всеволода Пудовкина и Эрвина Пискатора. Роом долго не мог найти исполнителя роли Гриши, и съёмочная группа, приехавшая в Одессу, ждала режиссёра, пока он не привёз Консовского на съёмочную площадку. Консовский идеально справлялся с ролью и с ним была отснята бо́льшая часть картины. Но Консовский был арестован сотрудниками НКВД по обвинению в контрреволюционной деятельности — ему вменялись разговоры о пользе фашизма и режима Гитлера, которые он вёл с другими участниками съёмочной группы. Консовский был приговорён к 7 годам лагерей ГУЛАГа, где и погиб. Все сцены с Гришей Фокиным были пересняты с Дмитрием Дорлиаком.
Работа над фильмом была завершёна во втором квартале 1936 года.

## Критика
Фильм был неоднозначно воспринят советскими кинокритиками и журналистами, которые, по большей части, отмечали наигранность всего происходящего действия.
- «Несмотря на желание Роома создать строгий фильм о коммунизме как строгой нравственной системе, фильм получился сложнее, чем предшествующий ему замысел … В 1936 году, когда на экранах фашистской Германии выходит „Олимпия“ Лени Рифеншталь, в Советском Союзе Абрам Роом заканчивает съемки „Строгого юноши“. „Олимпия“ — это поэтизированная хроника проходивших в Берлине XI Олимпийских игр, фильм Роома — светлая сказка о коммунистическом будущем. И в первом, и во втором фильмах античность служит визуальной доминантой» — Елена Толстик, «Визкульт»[4]
- «Олеша и Роом фиксируют сдвиги начала 1930-х годов — появление новой советской профессиональной элиты. При этом весьма благополучное, привилегированное положение новых „жрецов“, „богов“, обласканных щедрой и заботливой властью, оказывается своеобразной метафорой интеллигентской „башни из слоновой кости“, подчеркнутой дистанцированности высокомерной собственницы красоты от социалистической реальности» — Аркадий Блюмбаум, «НЛО»[2]
- «История внезапной страсти, которая охватила молодого дискобола-комсомольца с мускулистым торсом и неожиданно нежной душой по отношению к гораздо более старшей по возрасту женщине … Разумеется, данную ленту можно воспринимать и как особую love story по-советски, куда более вызывающую и радикальную, нежели тоже роомовская „Третья Мещанская“, потому что нетрадиционный „любовный треугольник“, этот ménage à trois времён угасающего нэпа, был превращён в вовсе недопустимый адюльтер периода энергичного социалистического строительства» — Сергей Кудрявцев, «3500 кинорецензий»
- «„Строгий юноша“ — так назывался вполне правоверный коммунистический фильм Абрама Роома, снятый в 1936 году по сценарию Юрия Олеши и тут же запрещённый Сталиным за испугавший вождя эстетизм … Такого фильма не постыдилась бы и Лени Рифеншталь, кинолюбимица Гитлера» — Евгений Попов, «Аксёнов»[10]

## Культурное влияние
По воспоминаниям Евгения Попова, фильм «Строгий юноша» оказал большое влияние на роман Василия Аксёнова «Москва ква-ква».

## Комментарии
1. ↑  Образ античной скульптуры активно использовался в агитационном искусстве Советского Союза тех лет[6].
2. ↑  Дата в титрах — 1935 ошибочна, — по свидетельству директора Киевской киностудии П. Нечеса в феврале 1936 года фильм ещё находился на стадии монтажа.